# Axdorf
Axdorf ist ein Gemeindeteil der Großen Kreisstadt Traunstein im oberbayerischen Landkreis Traunstein auf der Gemarkung Haslach.

## Geographie
Axdorf befindet sich im Südwesten des Traunsteiner Stadtgebiets zwischen Haslach und Vachendorf und liegt an der Bahnstrecke München–Salzburg, welche im Südosten am Ort vorbeiführt. Die Staatsstraße 2095 bildet die Durchfahrtsstraße von Axdorf.
| Axdorf: Einwohnerzahlen von 1871 bis 1987        | Axdorf: Einwohnerzahlen von 1871 bis 1987 | Axdorf: Einwohnerzahlen von 1871 bis 1987 | Axdorf: Einwohnerzahlen von 1871 bis 1987 | Axdorf: Einwohnerzahlen von 1871 bis 1987 |
| ------------------------------------------------ | ----------------------------------------- | ----------------------------------------- | ----------------------------------------- | ----------------------------------------- |
| Jahr                                             |                                           |                                           |                                           | Einwohner                                 |
| 1871                                             | 1871                                      |                                           | 56                                        | 56                                        |
| 1885                                             | 1885                                      |                                           | 54                                        | 54                                        |
| 1900                                             | 1900                                      |                                           | 84                                        | 84                                        |
| 1925                                             | 1925                                      |                                           | 83                                        | 83                                        |
| 1950                                             | 1950                                      |                                           | 99                                        | 99                                        |
| 1961                                             | 1961                                      |                                           | 113                                       | 113                                       |
| 1970                                             | 1970                                      |                                           | 161                                       | 161                                       |
| 1987                                             | 1987                                      |                                           | 152                                       | 152                                       |
| Quelle(n): Amtliche Ortsverzeichnisse für Bayern |                                           |                                           |                                           |                                           |

## Geschichte
Axdorf gehörte bis zur Gründung der politischen Gemeinden zur Hauptmannschaft Haslach des Amtes Oberchiemgau im Landgericht Traunstein. Ab 1808 lag Axdorf im neugebildeten Steuerdistrikt Haslach. Im Zuge des  bayerischen Gemeindeedikts 1818 kam der Ort zur Gemeinde Haslach.
Laut der Gütertranskription von 1752 und dem Hofanlagenbuch von 1760 existierten zu dieser Zeit sieben Anwesen in Axdorf, welche bis zur Säkularisation grundherrschaftlich allesamt dem Domkapitel Salzburg unterstanden:

Das Anwesen Kus mit einer Größe von 1⁄2 Hoffuß, Huber mit 3⁄8 Hoffuß, die Anwesen Forster, Staudacher, Seppthoma und Urban mit je 1⁄4 Hoffuß und ein Anwesen mit 1⁄32 Hoffuß.
Am 1. Mai 1978 wurde die Gemeinde Haslach aufgelöst und Axdorf in die Stadt Traunstein als Rechtsnachfolgerin eingegliedert.